# Līvāni
Līvāni (alemán: Livenhof; latgalio: Leivuons) es una villa letona, capital del municipio homónimo.
A 1 de enero de 2016 tiene 8208 habitantes.
Sus orígenes como localidad importante se remontan al siglo XVI, aunque ya existía un asentamiento desde el siglo XI. A finales del siglo XIX se creó aquí una importante fábrica de vidrio hoy cerrada, que hace que el nombre de Līvāni se asocie en Letonia a dicho material. En 1926 adquirió el rango de villa.
Se ubica a orillas del río Daugava unos 40 km al norte de Daugavpils, sobre la carretera A6 que une Daugavpils con Riga.